# Marolles (Bruxelles)
Pour les articles homonymes, voir Marolles.
Les Marolles (en néerlandais : Marollen) sont un quartier populaire, historique et touristique de Bruxelles (Belgique) qui s’étend du palais de justice (place Poelaert) à l’église de la Chapelle.

## Description

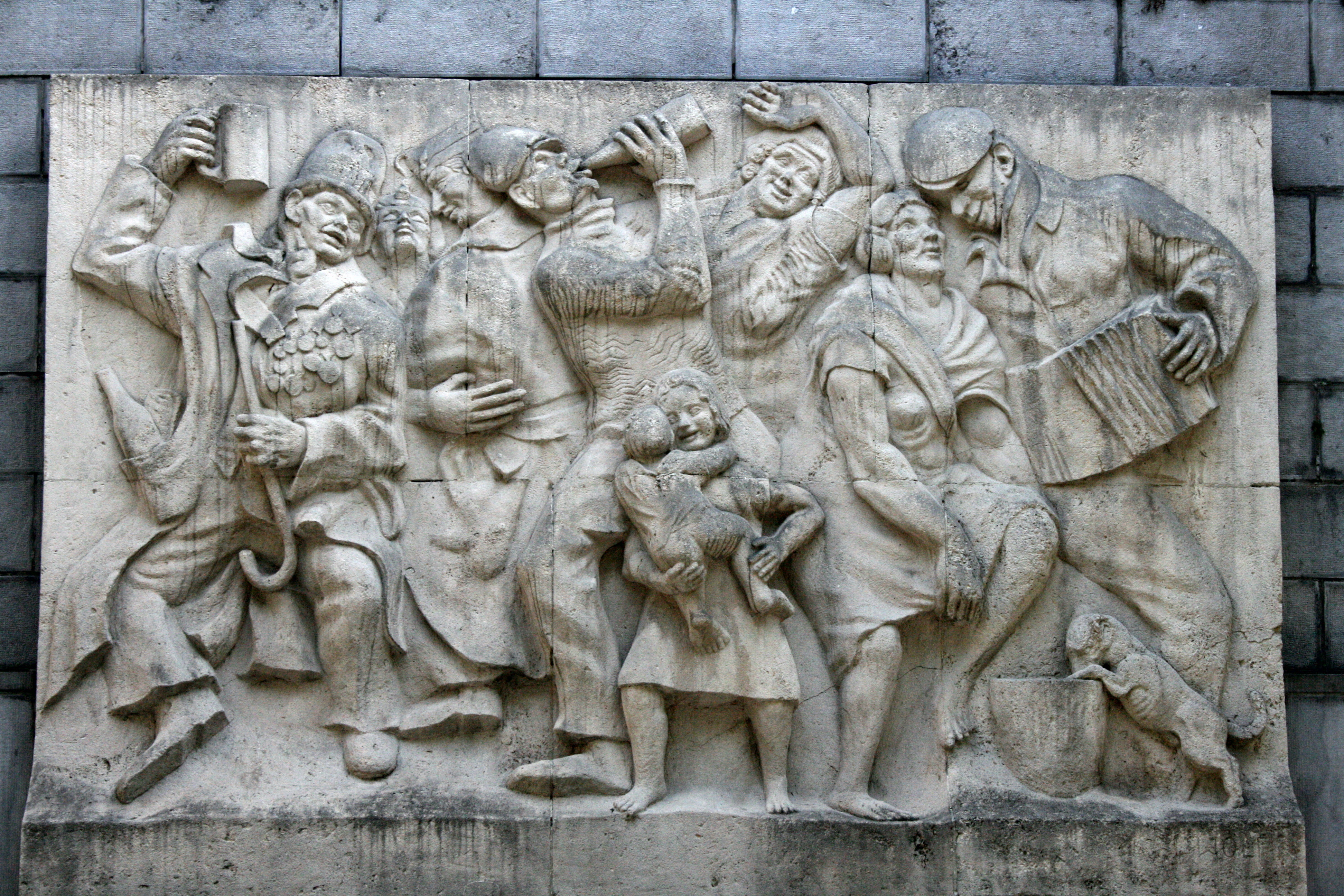
Monument aux vivants, rue du Faucon

Le quartier des Marolles n'a aucune existence administrative. C'est le quartier du parler vrai du brusseleer et de la zwanze. Le quartier des Marolles a toujours accueilli les habitants les plus défavorisés de la capitale mais aussi les plus épris de liberté. C'est en hommage à leur esprit frondeur et festif que le sculpteur Maurice Wolf réalisa le « Monument aux vivants », inauguré par le bourgmestre Adolphe Max en 1933. C'est également dans les Marolles qu'éclatent les premières luttes urbaines pour une rénovation respectueuse du tissu urbain et social. Aujourd'hui encore ce quartier bruxellois est habité par des artisans, des travailleurs allochtones et des personnes âgées. Plus d'un tiers des habitations sont des logements sociaux. Cependant ce quartier a tendance à se « gentrifier ».
Le quartier inclut en particulier la place du Jeu de Balle bien connue pour son marché aux puces qui a lieu tous les matins, la rue Haute, la rue Blaes et la cité Hellemans. En son sein, on trouve l'hôpital Saint-Pierre installé depuis le Moyen Âge, d'abord comme léproserie.
Reconstruit plusieurs fois au cours des âges, c'est aujourd'hui un grand hôpital ultra moderne, à nouveau reconstruit au début du XXIe siècle et dont une des vocations est d'apporter des soins aux plus défavorisés, sans que cela soit exclusif.

## Étymologie
Le quartier des Marolles devrait son nom à la congrégation des sœurs Apostolines, qui avaient pour vocation de secourir les prostituées, nombreuses dans le quartier au XVIIe siècle. Elles étaient également connues sous le nom latin de « Mariam Colentes » (celles qui honorent la vierge Marie). Cette dernière expression sera successivement déformée en « Maricolles », puis « Marolles ». Lorsque les sœurs quittèrent le quartier en 1715 pour aller s'établir au quai au Foin, leur nom resta attaché au quartier : l'actuelle rue de Montserrat s'appelait rue des Marolles (Op de Marollen en bruxellois).

## Histoire

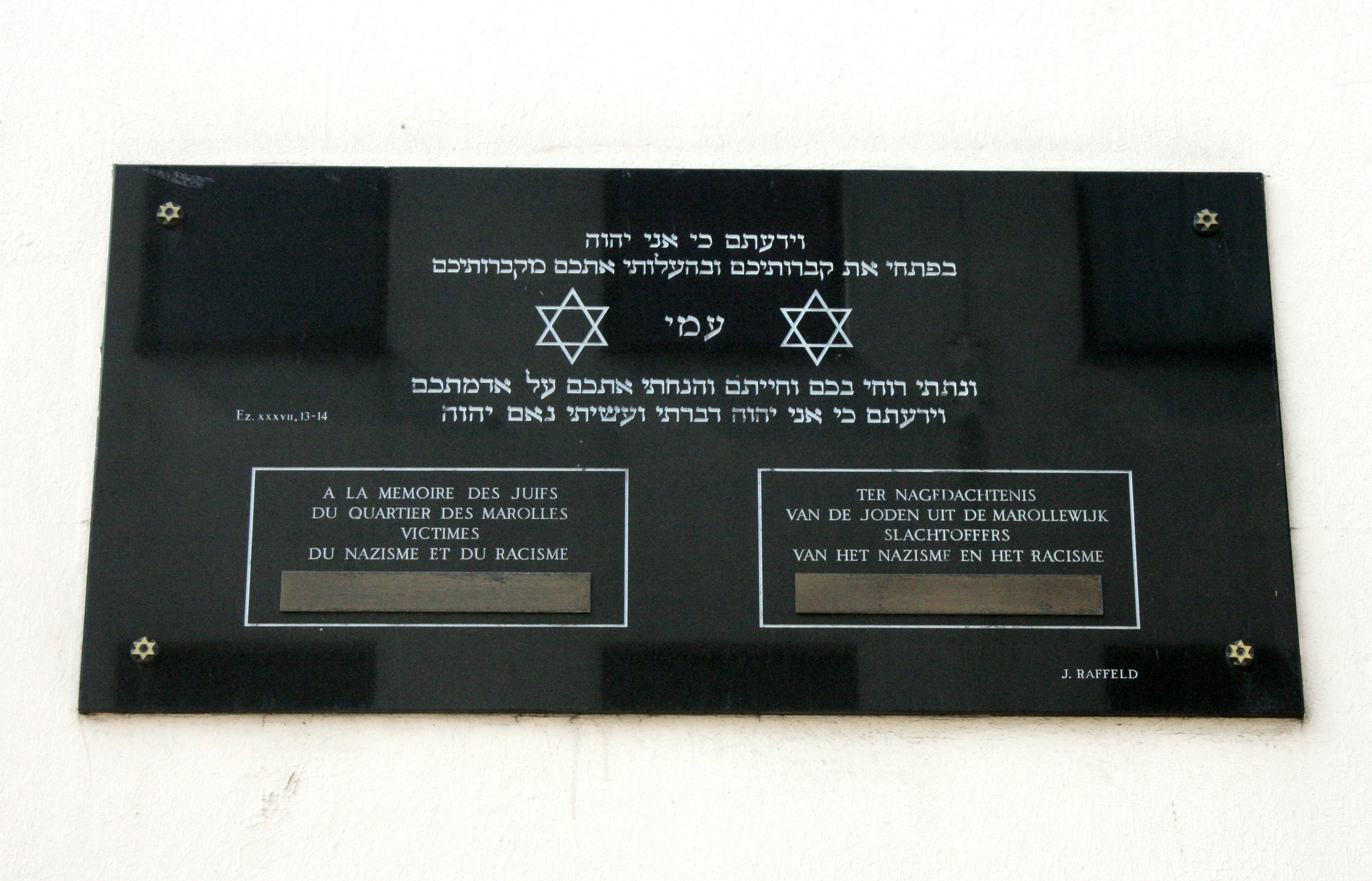
Plaque commémorative de la rue de Lenglentier

Au XIIIe siècle, cette zone se situait à l'extérieur de la première enceinte de Bruxelles. Au-delà d'une des portes de cette enceinte, appelée Steenpoort, se trouvait un quartier de tisserands près de l'église Notre-Dame de la Chapelle. À cette époque, les patriciens qui gouvernaient la ville craignaient les émeutes de cette population remuante et préféraient la maintenir à l'extérieur de l'enceinte dont on fermait les portes la nuit. Au-delà de ce noyau une voirie - la future rue Haute - menait à la léproserie Saint-Pierre, située à l'emplacement du futur hôpital, et au village de Saint-Gilles.
Le 23 juillet 1360, les patriciens, ayant eu vent d'un complot tramé par les foulons et les tisserands du quartier de la Chapelle appuyés par les bouchers pour les exterminer, se mirent en armes. Ils massacrèrent d'abord les bouchers qui habitaient en ville puis se tournèrent contre les tisserands et les foulons qui essayaient de mettre le feu à la Steenpoort pour pouvoir pénétrer en ville. Les patriciens allèrent d'abord mettre le feu à leurs maisons, puis, les prenant à revers, en tuèrent un grand nombre.
En 1405, un incendie ravagea le quartier de la Chapelle et anéantit 2 400 maisons et 1 400 métiers à tisser.
Les limites du futur quartier des Marolles commencent à s'affirmer à la fin du XIVe siècle après la construction de la deuxième enceinte : il est bien délimité par la première enceinte au nord et la deuxième enceinte au sud; de l'est vers l'ouest, il s'étend sur le versant oriental de la Senne, grosso modo depuis la deuxième enceinte jusqu'aux terrains marécageux qui bordent la rivière. La rue Haute constituait l'épine dorsale du quartier, qui se peupla très progressivement. Comme le montre le plan de Deventer (1550), une grande partie du quartier est encore rurale au XVIe siècle : seule la rue Haute est bâtie en continu jusqu'à la porte de Hal.
À la fin du XVIe siècle, la partie des Marolles traversée par la rue des Minimes appelée à cette époque Bovendael, était fréquentée par des prostituées. En 1597, les rues de l'Épée et de l'Éventail qui reliaient la rue des Minimes à la rue Haute furent fermées la nuit par des guichets « afin de chasser de la rue Haute les femmes de mauvaise vie et leur suite demeurant au Bovendael et aux alentours ».
Contrairement à un cliché répandu, la rue Haute n'a pas toujours été une artère populaire : au XVIIe et au XVIIIe siècle, la noblesse et la bourgeoisie y firent construire de beaux hôtels de maître. Au XIXe siècle, la révolution industrielle modifie la physionomie des Marolles.
Afin de construire le palais de justice, 75 propriétaires de cette partie des Marolles dont beaucoup habitaient leurs maisons bruxelloises furent expropriés en 1863 et ensuite largement indemnisés. Quant aux habitants, environ une centaine, ils furent relogés dans une cité-jardin construite par Poelaert dans le quartier du Chat à Uccle.
Poelaert lui-même habitait au cœur des Marolles rue des Minimes dans une maison attenante à ses vastes bureaux et ateliers et qui communiquait avec ceux-ci.
En 1883, pour protester contre la cherté de la vie, les Marolliens ont saccagé le palais de justice de Bruxelles. Cette manifestation n'avait rien à voir avec l'expulsion de 150 d'entre eux vingt ans plus tôt, en 1863.
En 1897, l'affaire Courtois défraye la chronique. Elle fait suite au meurtre d'une riche rentière habitant rue de l'Arbre Bénit par l'ex-commissaire-adjoint du quartier, Alexandre Courtois.
De nombreuses personnes de confession juive y résidaient avant les premières arrestations nazies dès l'été 1942. Bon nombre d'entre eux y étaient arrivés après avoir fui les pogroms qui accompagnèrent la révolution russe de 1905 D'autres les suivirent entre 1933 et 1938, après l'accession de Hitler au pouvoir en Allemagne. À cette époque, leur population était estimée à quelque 3 000 personnes. Une première synagogue avait été construite rue de Lenglentier, où une plaque commémorative rappelle les déportations nazies.

## Lieux remarquables ou insolites du quartier
- L'église de la Chapelle
- L'église Saints-Jean-et-Étienne-aux-Minimes
- L'église Notre-Dame-Immaculée des Capucins
- L'église des Brigittines
- Le Palais de justice
- La Tour Anneessens
- La Tour de Villers
- La place du Jeu de Balle
- Les Bains de Bruxelles, toujours en activité depuis 1953 dans la rue du Chevreuil.
- Le Palais du vin, ancien commerce de vin réhabilité par le CPAS.
- L'hôpital Saint-Pierre, construit sur le site d'une ancienne léproserie.
- Le jardin d'enfants Catteau-Aurore, rue Saint-Ghislain 40, construit par Victor Horta.
- Le Mont-de-piété, rue Saint-Ghislain 21, qui demeure le seul établissement de ce type en Belgique.
- Le Musée du CPAS de Bruxelles, rue Haute 298A.
- La cité Hellemans, ensemble de logements sociaux du début du XXe siècle, connue familièrement sous le nom de « Vieux blocs » par opposition aux « Nouveaux blocs », un complexe d'habitations sociales construit par Charles Van Nueten entre 1952 et 1965.
- L'Institut Diderot, ancienne école normale Émile André, dans la rue des Capucins, construit par Henri Jacobs.

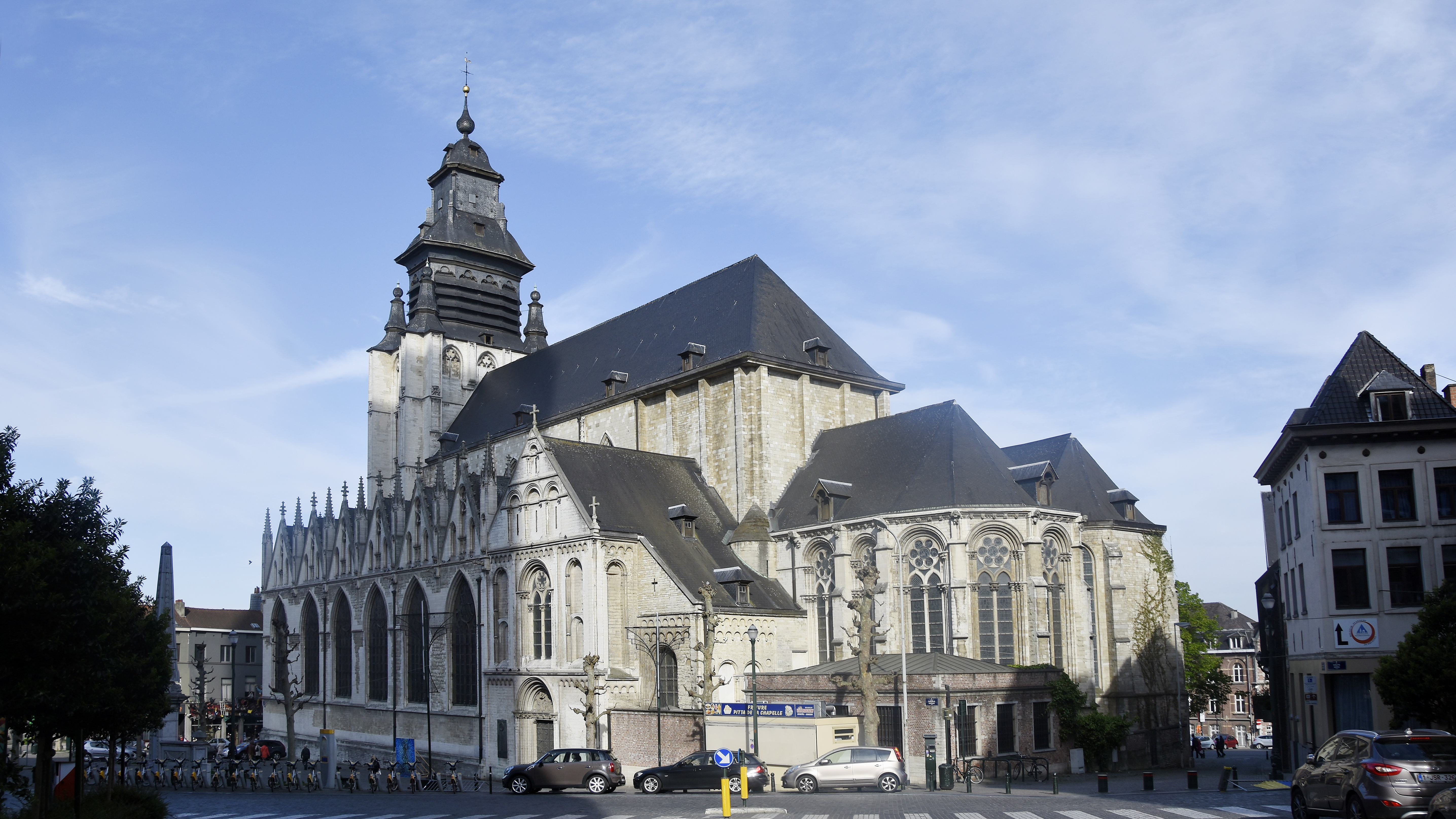
Église Notre-Dame de la Chapelle.
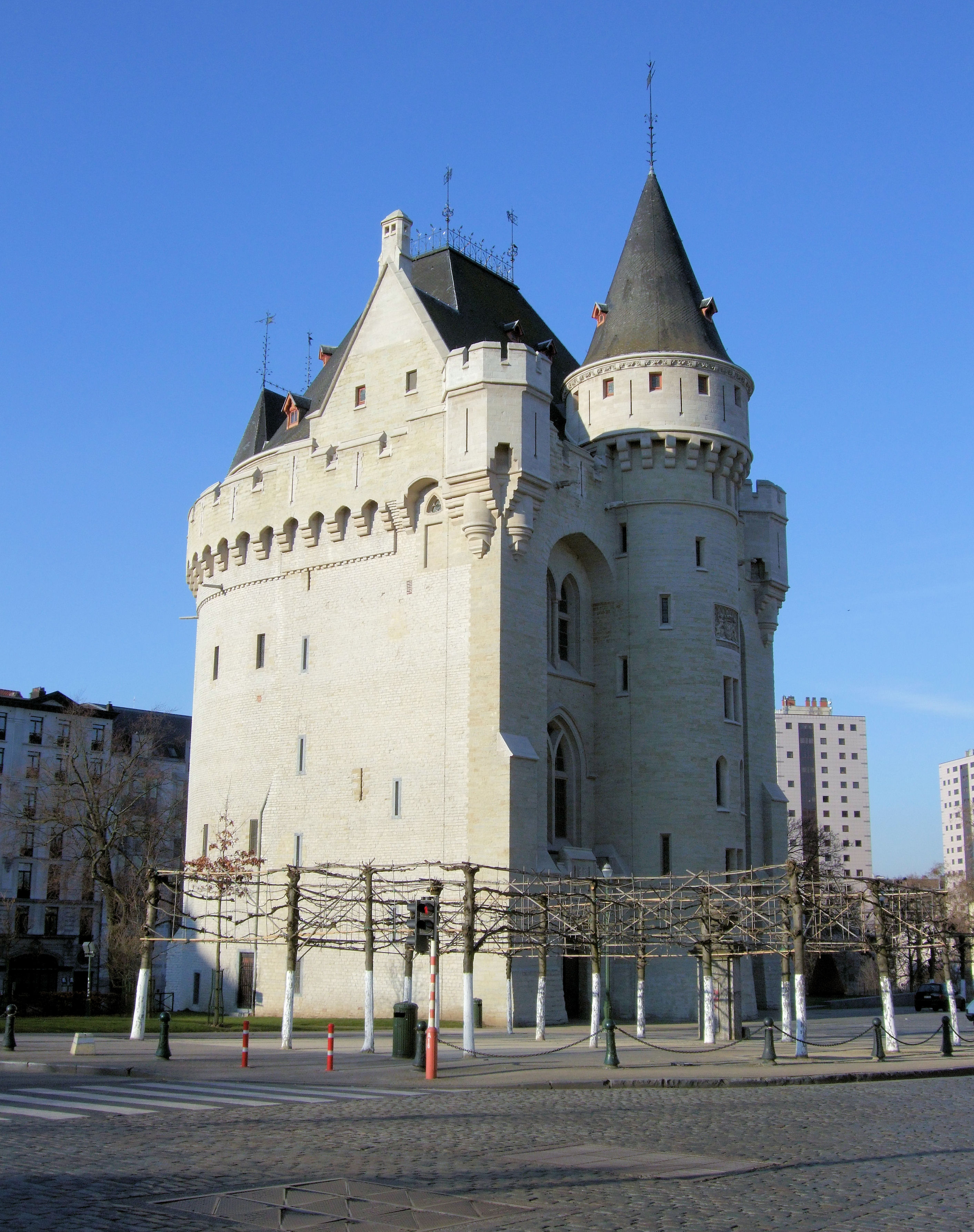
Porte de Hal.
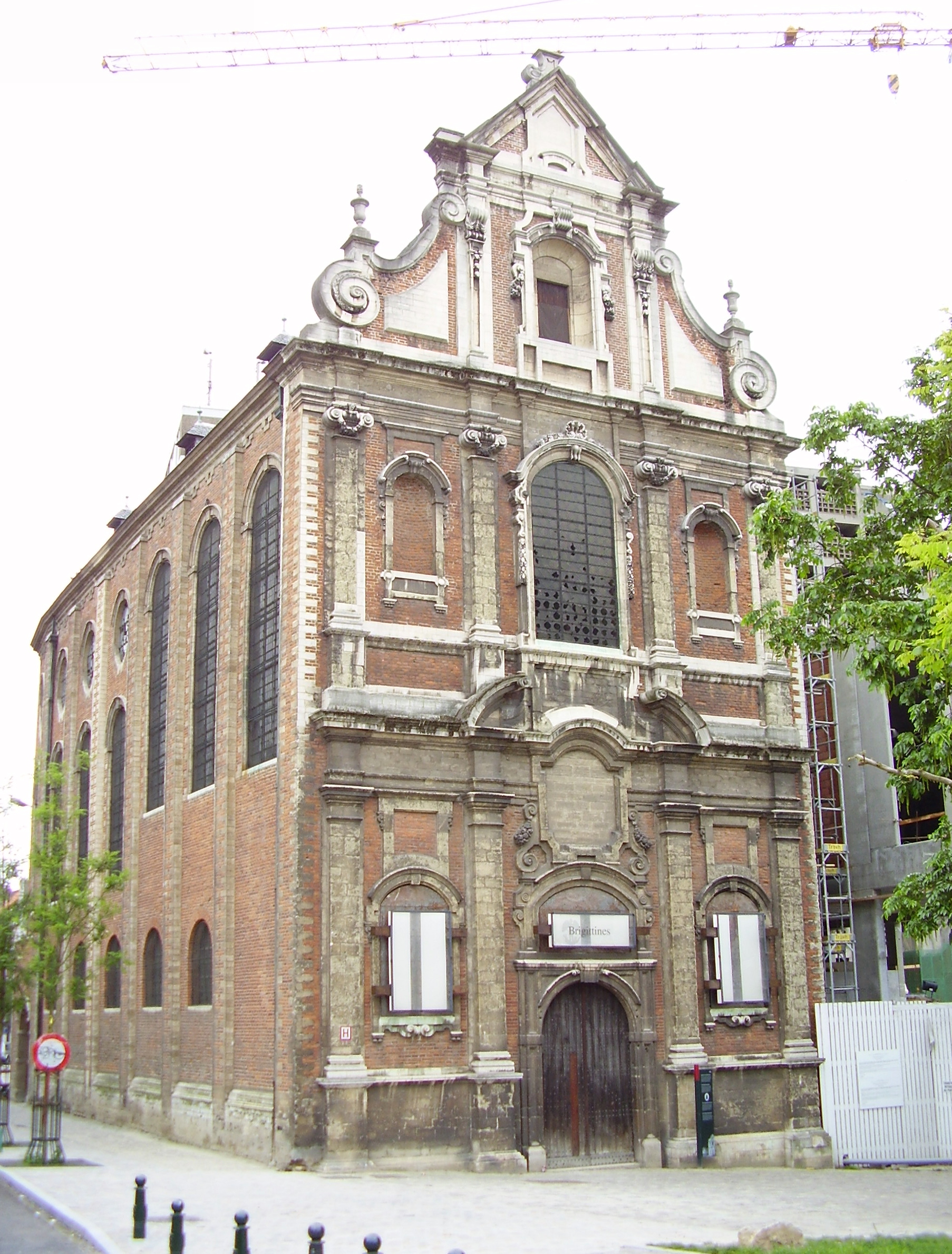
Chapelle des Brigittines.
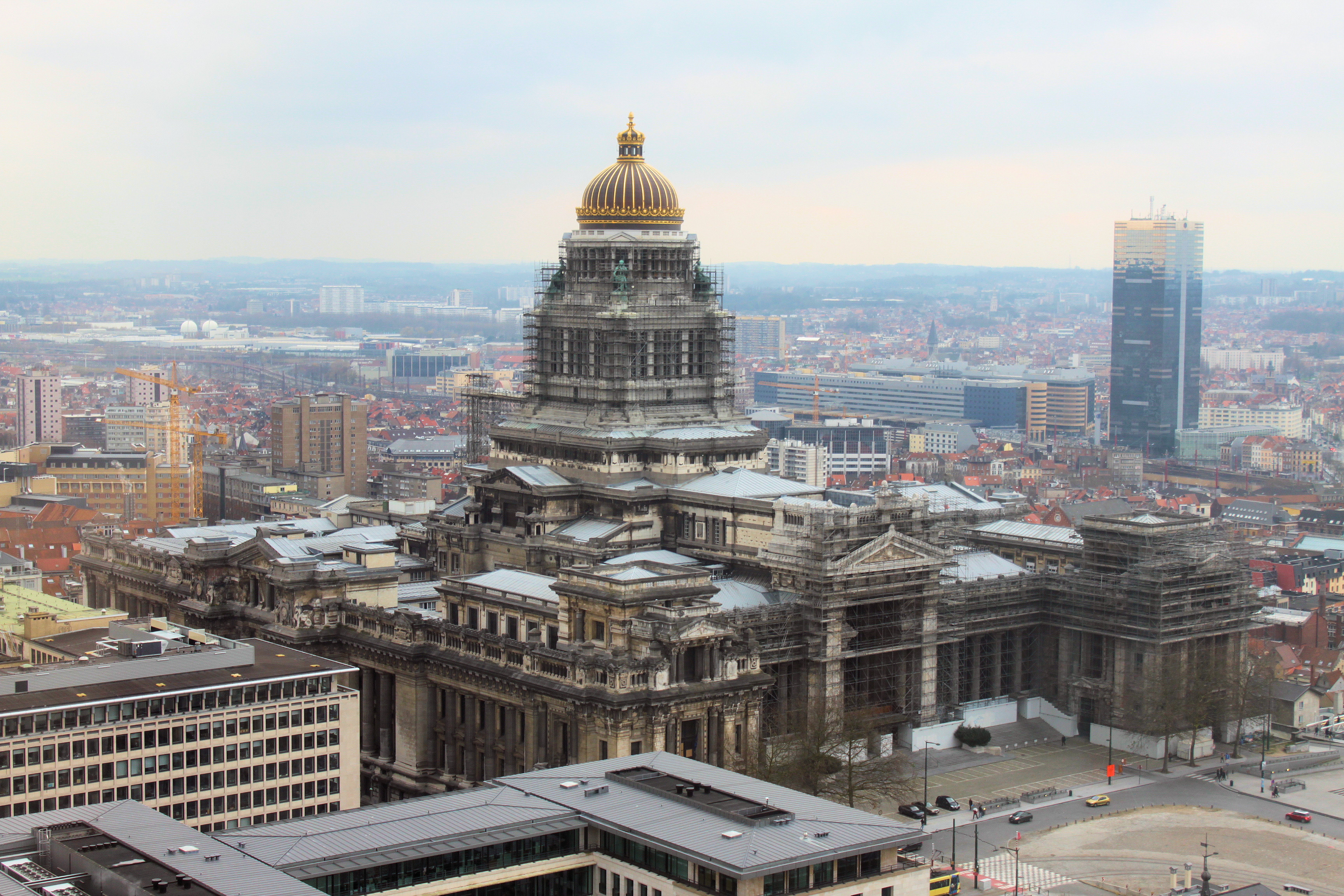
Palais de Justice.
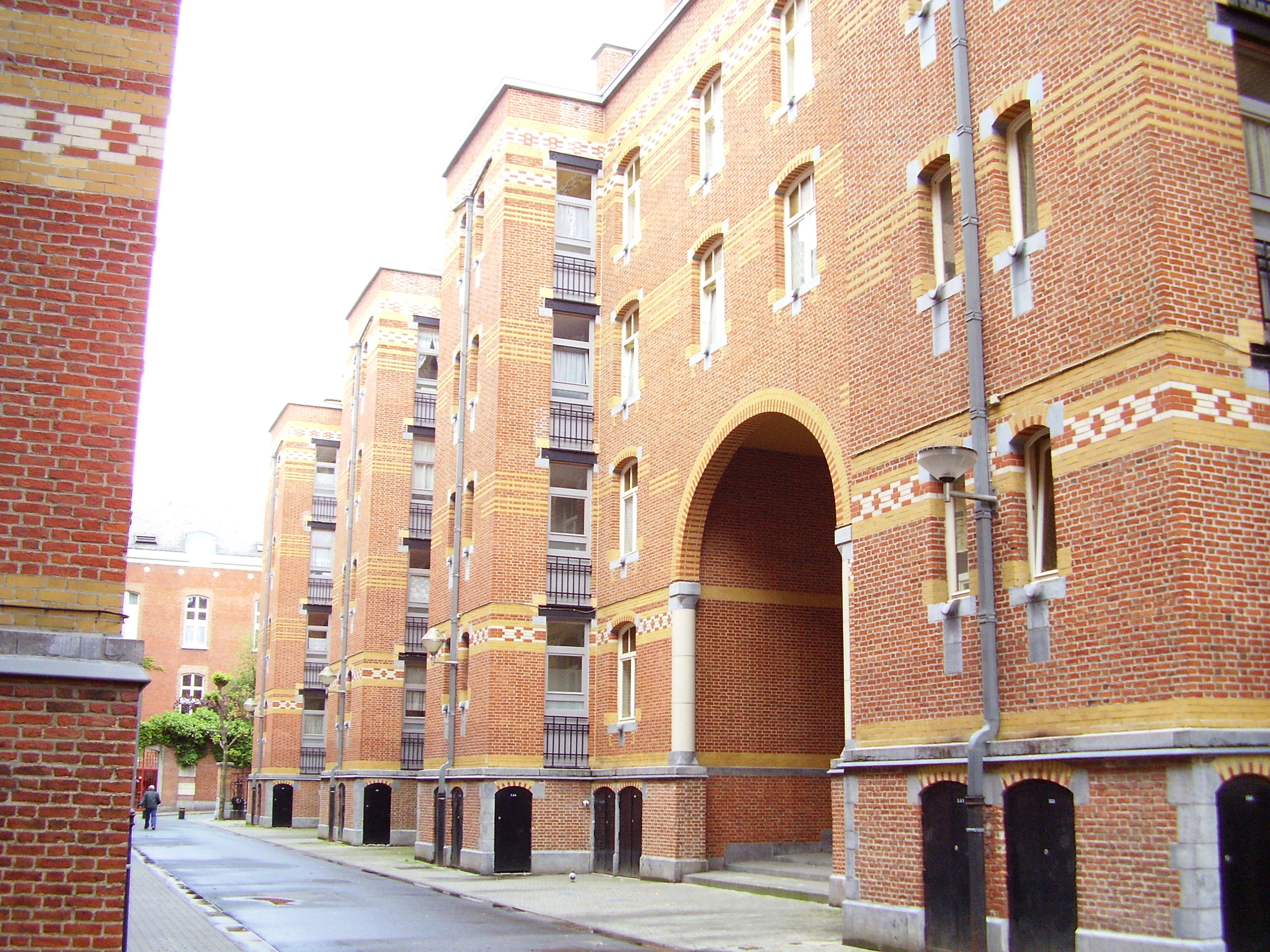
Cité Hellemans, rue Blaes.

## Curiosités

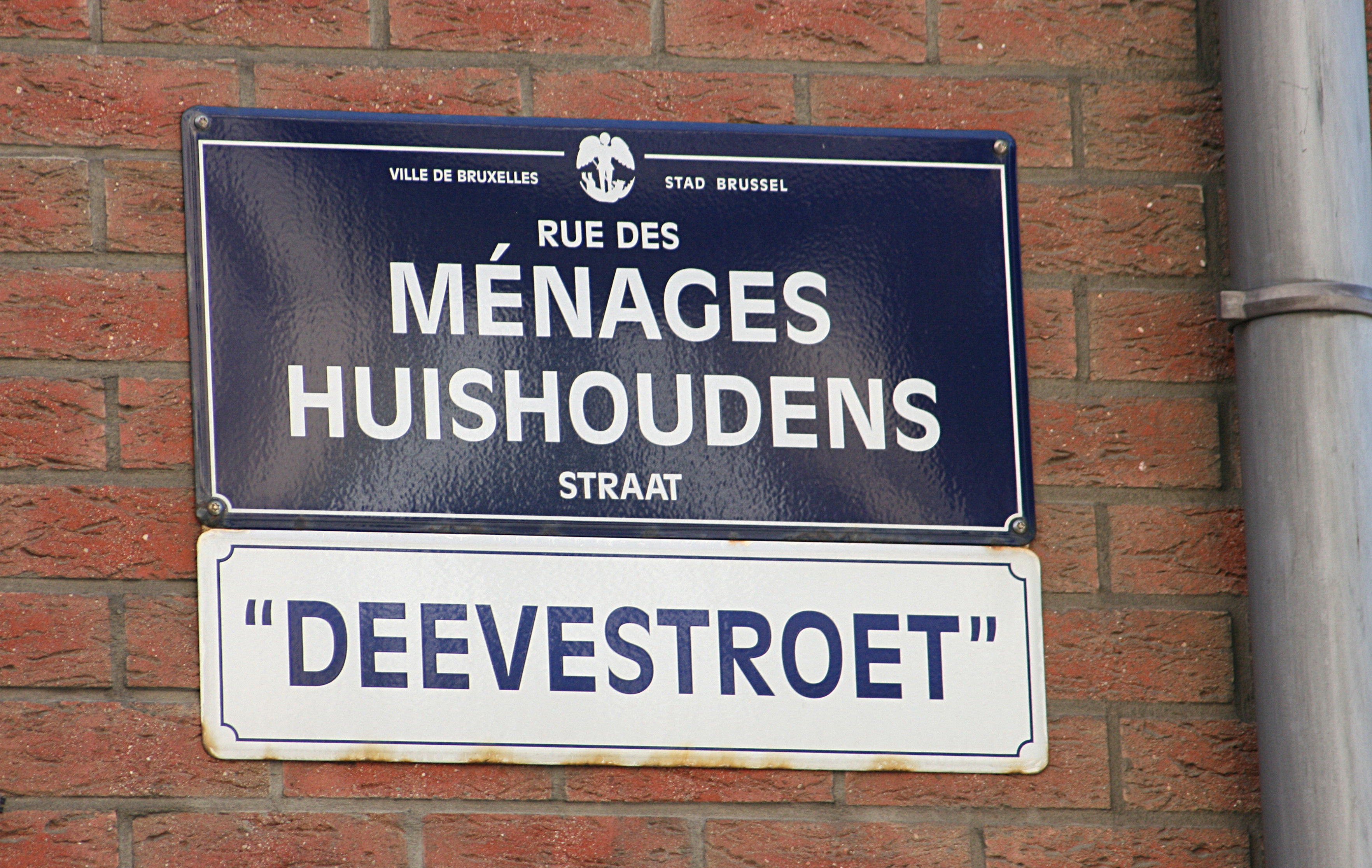
Rue des Ménages ou Deevestroet, c'est-à-dire rue des Voleurs en dialecte marollien

- Sur les plaques de rue du quartier, sous les dénominations officielles en français et en néerlandais, on trouve souvent un nom populaire en dialecte marollien.
- Le quartier a fait l'objet d'une parodie musicale par le duo Marion et Stéphane Steeman, sous le titre Marolles, Marolles, sur l'air de Paroles, paroles, originellement interprété par Alain Delon et Dalida.

## Marolliens célèbres
- Alexandre Courtois (1848-1904), ex-commissaire, meurtrier.
- Joseph Poelaert, le célèbre architecte qui habitait au cœur des Marolles une maison rue des Minimes, voisine de ses bureaux et qui communiquait avec ceux-ci[12].
- Toots Thielemans, guitariste et surtout harmoniciste de jazz mondialement connu.
- Jacques Van der Biest, curé des Marolles
- le financier et journaliste Léopold Pels (1853-1938), agent de change à Bruxelles, qui écrit des articles en français et en marollien, sous le pseudonyme "Bazoef".